# Вовчинець (Хмільницький район)
Вовчи́нець — село в Україні, у Махнівській сільській громаді Хмільницького району Вінницької області.

## Історія
Станом на 1885 рік у колишньому власницькому селі Махнівської волості Бердичівського повіту Київської губернії мешкала 1331 особа, налічувалось 182 дворових господарства, існувала православна церква, метричні книги якої збереглися починаючи з 1758 року, а також постоялий будинок і 3 водяних млини.
За переписом 1897 року кількість мешканців зросла до 2239 осіб (1105 чоловічої статі та 1134 — жіночої), з яких 2107 — православної віри.
12 червня 2020 року, відповідно до Розпорядження Кабінету Міністрів України № 707-р, «Про визначення адміністративних центрів та затвердження територій територіальних громад Вінницької області», увійшло до складу Махнівської сільської.
19 липня 2020 року, в результаті адміністративно-територіальної реформи і ліквідації Козятинського району, село увійшло до складу новоутвореного Хмільницького району.

## Населення

### Мова
Розподіл населення за рідною мовою за даними перепису 2001 року:
| Мова       | Кількість | Відсоток |
| ---------- | --------- | -------- |
| українська | 905       | 99.12%   |
| російська  | 8         | 0.88%    |
| Усього     | 913       | 100%     |